# Strofă
Strofa este o grupare de versuri delimitate grafic printr-un rând gol. De obicei, strofa este unitară din punct de vedere al înțelesului, dar și al măsurii, al ritmului și al rimei.
Numărul versurilor dintr-o strofă diferă de la o poezie la alta. După numărul de versuri din care sunt alcătuite, strofele pot fi:
- monostih - un vers;
- distih - două versuri (aa)[2];
- terțet/terță - trei versuri (aaa);
- catren - patru versuri (aabb, abab, abba, aaaa);
- cvinarie - cinci versuri (aabba, ababb);
- sextină - șase versuri (ababcc);
- septet - șapte versuri (ababbcc)[3];
- octavă - opt versuri (aabbccdd, abababcc[4]);
- nonă - nouă versuri (ababbcbcc);
- decimă - zece versuri (ababccdeed);
- duodecimă - douăsprezece versuri;
- polimorfă - mai mult de douăsprezece versuri.